# Simaszőrű vidra
A simaszőrű vidra (Lutrogale perspicillata) az emlősök (Mammalia) osztályának a ragadozók (Carnivora) rendjéhez, ezen belül a menyétfélék (Mustelidae) családjához és a vidraformák (Lutrinae) alcsaládjához tartozó faj.

## Alfajai
- Lutrogale perspicillata perspicillata
- Lutrogale perspicillata sindica
- Lutrogale perspicillata maxwelli

## Előfordulása
Indiában, Kínában, Délkelet-Ázsiában, Irakban, Nepálban és Pakisztánban honos.

## Megjelenése
A simaszőrű vidra szőre rövidebb és simább a többi vidrafajénál. Súlya 7-11 kilogramm, hossza átlagosan 1,3 méter. Bundája barna színű.

## Életmódja
Fő táplálékai rovarok, férgek, kagylók, békák, teknősök, madarak és halak. Csapatokban vadászik. Fogságban akár 20 évig is elélhet, de a szabadban átlagosan csak 5-10 évig él.

## Szaporodása
A simaszőrű vidra kétéves korában éri el az ivarérettséget. A nőstények december és augusztus között 2-5 kölyköt hoznak a világra.

## Külső hivatkozások
- A faj szerepel a Természetvédelmi Világszövetség Vörös Listáján. IUCN. (Hozzáférés: 2009. szeptember 21.)
- Képek a fajról